# Renfe série 310
La série 310 est une série de locomotives Diesel de la Renfe.
Elle correspond au troisième volet de la modernisation du parc de manœuvres de la Renfe initiée dans les années 1980 avec les prototypes DH de la MTM (série 309) et MABI (série 311.1). La Renfe est à la recherche d'un gros diesel pouvant assurer les manœuvres lourdes et un service de ligne, afin de remplacer les séries 307 et 308 vieillissantes, et souhaiterait un modèle où l'on puisse incorporer un certain nombre d'équipements provenant des 319 alors en cours de reconstruction. C'est la firme Meinfesa (anciennement MACOSA) de Valence qui apporte la solution, avec un modèle très classique tiré du catalogue de la firme nord-américaine General Motors/EMD.

## Conception
C'est le modèle SW 1001 AC du constructeur qui est retenu. Des modèles identiques circulent en Amérique latine, aux États-Unis, au Canada, en Afrique du Sud, en Grande-Bretagne, au Maroc, etc. Ils allient le classique moteur à deux temps aux bogies en acier moulé et à une robustesse à toute épreuve. Les bogies, de facture très classique, s'apparentent à ceux de la série 308 et des 1500 des FEVE.
La suspension secondaire se réduit à un jeu de ressorts hélicoïdaux. Les moteurs de traction sont suspendus par le nez. Le moteur thermique est un 8 cylindres en V. Il actionne un groupe électrique composé d'un double alternateur triphasé AR6/D14 ainsi qu'un alternateur de plus petite taille. La production d'air comprimé est assurée par un compresseur Gardner-Denver. Les 310 ne sont pas équipées du frein bi-mode ni du frein à vide, ce qui simplifie beaucoup de choses.
La cabine de conduite, située à une extrémité, a dû être modifiée pour s'inscrire dans le gabarit espagnol. La livrée rouge et grise est due au cabinet de design AD asociados et devint la livrée habituelle du matériel de manœuvres. Meinfesa va livrer toute la série entre 1989 et 1991, sous les numéros de construction 1760 à 1819.

## Service
Les deux premières unités sont livrées en octobre 1989, affectées à Madrid-Fuencarral, et longuement essayées sur la ligne Valence-Barcelona. Par la suite, la série essaie sur tout le réseau. C'est en Andalousie qu'elles reçoivent leur surnom de Guardacostas, en raison de leur livrée.